# Nguyễn Chánh Thi
Nguyễn Chánh Thi (23 de febrero de 1923 - 23 de junio de 2007) fue un oficial del Ejército de la República de Vietnam. Es reconocido por participar en frecuentes golpes de estado en la década de 1960 y por su influencia sustancial en el país debido a su puesto como miembro clave en varias de las juntas de gobierno de Vietnam del Sur de 1964 a 1966, cuando fue vencido por el jefe de la Fuerza Aérea de Vietnam y primer ministro, Nguyễn Cao Kỳ, durante el Alzamiento budista —una lucha de poder civil y militar ocurrida a mediados de 1966— tras el cual fue exiliado a los Estados Unidos.

## Primeros años
Thi nació el 23 de febrero de 1923 en Huế, ciudad que en ese momento era la capital de Vietnam y la sede de la Dinastía Nguyễn. En ese entonces Vietnam era parte de la Indochina Francesa y su padre era un mandarín de bajo nivel en la monarquía, el cual había servido en el ejército francés durante la Primera Guerra Mundial. Thi se enlistó en el ejército francés a los 17 años; unos meses más tarde el Imperio del Japón invadió Indochina, como parte de la Segunda Guerra Mundial, con la intención de acabar con el dominio francés. Thi fue prisionero de guerra de los japoneses por varios meses hasta que logró escapar en medio de un bombardeo aliado a la prisión militar. De acuerdo a los documentos de su familia, Thi fue capturado y encarcelado por Hồ Chí Minh y el Viet Minh durante tres meses al finalizar la guerra en 1945, como parte de la Revolución de agosto. En ese momento surgió un vacío de poder derivado de la retirada de los japoneses de las zonas ocupadas. Francia intentó reafirmar su control sobre Indochina, mientras que varios grupos vietnamitas competían por el poder en un país recientemente independizado. En 1946 estalló un conflicto a gran escala entre Francia y el Viet Minh, que había proclamado la independencia de la República Democrática de Vietnam. Como parte de la respuesta francesa fue creado el Estado de Vietnam, el cual era una nación asociada de la Unión Francesa, e instaló al antiguo emperador Bảo Đại como jefe de Estado. Thi sirvió al Ejército Nacional Vietnamita del estado francés.

## Periodo Diệm
En 1954 el Viet Minh derrotó a las fuerzas de la Unión Francesa en la Batalla de Dien Bien Phu, por lo que Francia decidió retirarse de Vietnam. De acuerdo a las disposiciones de los Acuerdos de Ginebra, el Viet Minh tomaría el control de la mitad norte del país y el Estado de Vietnam administraría la parte sur hasta que ambas partes fueran reunificadas mediante unas elecciones nacionales que debían celebrarse en 1956. Mientras tanto el Estado de Vietnam seguía siendo inestable. Las sectas religiosas, entre ellas los Cao Đài y los Hòa Hảo tenían sus propios ejércitos privados y mantenían el control de facto sobre el delta del río Mekong, mientras que Bình Xuyên dirigía el crimen organizado, controlaba a la policía nacional, mantenía su propio ejército y dominaba el tráfico de drogas, la prostitución y las apuestas ilegales en Saigón. En abril y mayo de 1955 Thi luchó junto a las unidades aerotransportadas del primer ministro Ngô Đình Diệm contra Bihn Xuyen en la batalla de Saigón, tras el cual Diệm le ofreció un ultimátum para rendirse. Tras la negativa de Xuyen el ejército atacó y dispersó sus fuerzas de forma decisiva tras varios días de lucha callejera. Esta actuación impresionó tanto al primer ministro que posteriormente llegó a referirse a Thi como «mi hijo». Diệm lo promovió al rango de coronel y lo puso a cargo de la Brigada aerotransportada, la cual fue ampliada a una división unos años más tarde. La Agencia Central de Inteligencia (CIA) no estaba tan impresionada con su actuación. En uno de sus informes describe a Thi como «un oportunista y un hombre que carece de convicciones fuertes». Un asesor militar estadounidense lo evaluó como un hombre «duro, sin escrúpulos y sin miedo, pero tonto». En octubre de 1955 Diệm depuso a Bảo Đại —quien fungía como jefe de Estado— a través de un referéndum fraudulento, supervisado por su hermano Ngô Đình Nhu, y se declaró como presidente la República de Vietnam. Tras esto Diệm canceló las elecciones para la reunificación e inició la Guerra de Vietnam.

## Golpe de Estado fallido contra Diệm
En 1960 Thi lideró una revuelta contra Diệm después de ser impulsado por el comandante adjunto de la división aerotransportada, el teniente coronel Vương Văn Đông. Đông había aprovechado el descontento generado por las intromisiones arbitrarias del gobierno en los asuntos militares. Diệm había promovido oficiales en relación con su lealtad y no a su capacidad, dio órdenes contradictorias para enfrentar a los altos oficiales entre sí con la intención de debilitar el liderazgo militar para que no fuera una oposición a su gobierno. Đông posteriormente declaró que su intención solo era forzar a Diệm para mejorar la gobernabilidad del país. Đông fue apoyado clandestinamente por su cuñado, el teniente coronel Nguyen Triệu Hong y el tío de este, Hoang Co Thuy, ambos miembros del Việt Nam Quốc Dân Đặng —Partido nacionalista vietnamita—, el cual era una organización política anticomunista cuyos miembros habían sido relegados por el gobierno de Diệm. El golpe fue organizado con la ayuda de algunos miembros del Đại Việt Quốc Dân Đặng —Partido nacionalista del gran Vietnam—, civiles y oficiales por igual. Đông contó con la cooperación de un regimiento blindad, una unidad marina y tres batallones de paracaidistas. La operación inició el 11 de noviembre a las 5:00. El golpe terminó fracasando; a pesar de que los rebeldes capturaron la sede del Estado Mayor Conjunto en la base aérea de Tan Son Nhut, fracasaron en bloquear los caminos que conducen a Saigón y cortar el paso de los refuerzos leales al gobierno. Los hombres de Thi tampoco pudieron desconectar las líneas telefónicas del Palacio de la Independencia —edificio sede del gobierno—, por lo que Diệm pudo pedir la ayuda de las tropas que aún le eran leales. Después de tomar los puntos militares clave, los paracaidistas se dirigieron al Palacio. Al principio no atacaron, creyendo que Diệm capitularía. La mayoría de los soldados de Thi habían sido engañados, creyendo que estaban actuando en respuesta a un motín de la Guardia presidencial contra Diệm. Cuando finalmente inició el ataque, Diệm casi falleció cuando se inició el tiroteo y los disparos alcanzaron su cama, pero se había levantado de ella poco antes. A pesar de su ventaja numérica, el primer asalto de los paracaidistas fue repelido por los oficiales leales. Thi y Dong hicieron un alto al fuego; trajeron refuerzos y atacaron nuevamente, pero los leales se mantuvieron firmes. Mientras tanto los rebeldes de Thi habían capturado las oficinas de la policía nacional, los estudios de Radio Saigón y el cuartel de la Guardia presidencial. También habían puesto a la mayoría de los generales residentes en Saigón bajo arresto domiciliario.
Đông quería asaltar el Palacio y capturar al presidente y su familia. Thi estaba preocupado de que Diệm podría ser asesinado en un ataque, pues consideraba que a pesar de sus deficiencias, él era el mejor líder disponible para Vietnam del Sur. Los rebeldes querían sacar del gobierno a Nhu —hermano menor de Diem y asesor en jefe— y a su esposa, Tran Le Xuan, quienes eran considerados como el poder detrás del gobierno de Diem, aunque no hubo acuerdo sobre si la pareja debía ser asesinada o deportada. Thi exigió que Diem nombrara a un oficial como Primer ministro y retirar a Xuan del gobierno. Un discurso autorizado por el Consejo revolucionario de Thi fue transmitido por Radio Saigón, en el cual se afirmaba que Diem era retirado de su cargo debido a su corrupción y su represión en contra de la libertad. Ante el levantamiento, Diem envió representantes a negociar. Tras largas conversaciones ambas partes acordaron un alto al fuego. Mientras tanto, las fuerzas leales se dirigían a la capital. Diem prometió acabar con la censura en la prensa, liberalizar la economía y celebrar elecciones libres y justas. Diem se negó a despedir a Nhu, pero accedió a disolver el gabinete y formar un nuevo gobierno en que haría partícipes a varios miembros del Consejo revolucionario. En las primeras horas del 12 de noviembre, Diem grabó un discurso detallando las concesiones y Thi se encargó se transmitirlo en Radio Saigón.
Los refuerzos leales llegaron a la capital a bordo de tanques y vehículos blindados, y empezaron a debilitar la iniciativa rebelde. Después de una breve y violenta batalla en la que murieron cerca de 400 personas, el movimiento fue aniquilado. Entre las víctimas había civiles que eran contrarios al gobierno de Diem; 13 fueron abatidos a tiros por soldados leales a medida que invadían los terrenos del Palacio. Tras el fallido golpe de Estado, Dong, Thi y otros funcionarios prominentes huyeron a Tan Son Nhut a bordo de un C-47. Ellos escaparon a Camboya, donde recibieron asilo por parte del príncipe Norodom Sihanouk, un acérrimo opositor de Diem. Diem se retractó rápidamente de sus promesas y decidió intensificar la dureza de su gobierno y la represión contra los disidentes. Casi tres años después del evento, Diem abrió un juicio contra los involucrados en el golpe de Estado el 8 de julio de 1963. Thi y sus compañeros en el exilio fueron declarados culpables y condenados a muerte in absentia.

## Golpe de Estado de 1964
Diem fue arrestado y asesinado en un golpe de Estado en noviembre de 1963, lo que permitió a Thi regresar a Vietnam del Sur y reanudar su servicio militar. Poco después de su regreso, Thi se vio envuelto en otro intento de golpe de Estado, actuando como enlace entre Khánh y Đỗ Mau, dos generales descontentos con su posición en la junta militar de Dương Văn Minh, quién había supervisado el derrocamiento de Diem. Mau fue uno de los principales artífices del golpe de 1963;  aunque no comandó a las tropas, su profundo conocimiento sobre los oficiales del ejército, sus fortalezas y debilidades, obtenidas gracias a su papel como directo de la seguridad militar de Diem, esta información le permitió realizar el trabajo de inteligencia que hizo posible el golpe de Estado. La junta de Minh temía de la astucia de Mau, por lo que intentó dejarlo de lado haciéndolo Ministro de Información, una posición relativamente poco importante.
Mau empezó a reclutar oficiales para realizar otro golpe de Estado, Khánh había sido trasladado al extremo norte de Vietnam del Sur para mantenerlo lejos de Saigón. Él no hizo ningún intento por esconder su molesta por no haber recibido un encargo más importante, había sido considerado durante mucho tiempo como un oficial ambicioso y sin escrúpulos por sus colegas. Mau convenció a la junta para instalar a Thi como subalterno de Khanh. Engañó a la junta afirmando que Khanh había participado en el bando lealista en el intento de golpe de Estado de 1960, por lo que Thi tendría resentimientos contra él. De acuerdo a Mau, Thi sería un apoyo ideal para evitar que Khánh abusara de su poder. En privado, Mau predijo que Thi actuaría como puente entre él en Saigón, y Khánh en Hue. Tuvo razón al pensar que el conflicto de 1960 sería irrelevante ante el cambio de alianzas a través del tiempo y que los dos trabajarían juntos para conseguir sus objetivos presentes.